# Isotta Fraschini V.4
L'Isotta Fraschini V.4 era un motore aeronautico 6 cilindri in linea raffreddato ad acqua, prodotto dall'azienda italiana Isotta Fraschini dal 1916.
La tecnica costruttiva era simile a molti motori aeronautici del periodo, con i 6 cilindri in ghisa montati in coppia con una testata comune.
Questo motore venne prodotto su licenza anche dalla Bianchi e dall'Alfa Romeo Milano.

## Versioni
- V.4 - 150 CV (110 kW)
- V.4B - 160 CV (118 kW)

## Velivoli utilizzatori
Italia
- CANT 7
- Caproni Ca.3
- Caproni Ca.30
- Caproni Ca.36
- Macchi L.1
- Macchi L.2
- Macchi M.5
- Macchi M.8
- SIAI S.8
- SIAI S.23
- dirigibile Forlanini Omnia Dir